# Plymouth Harbor

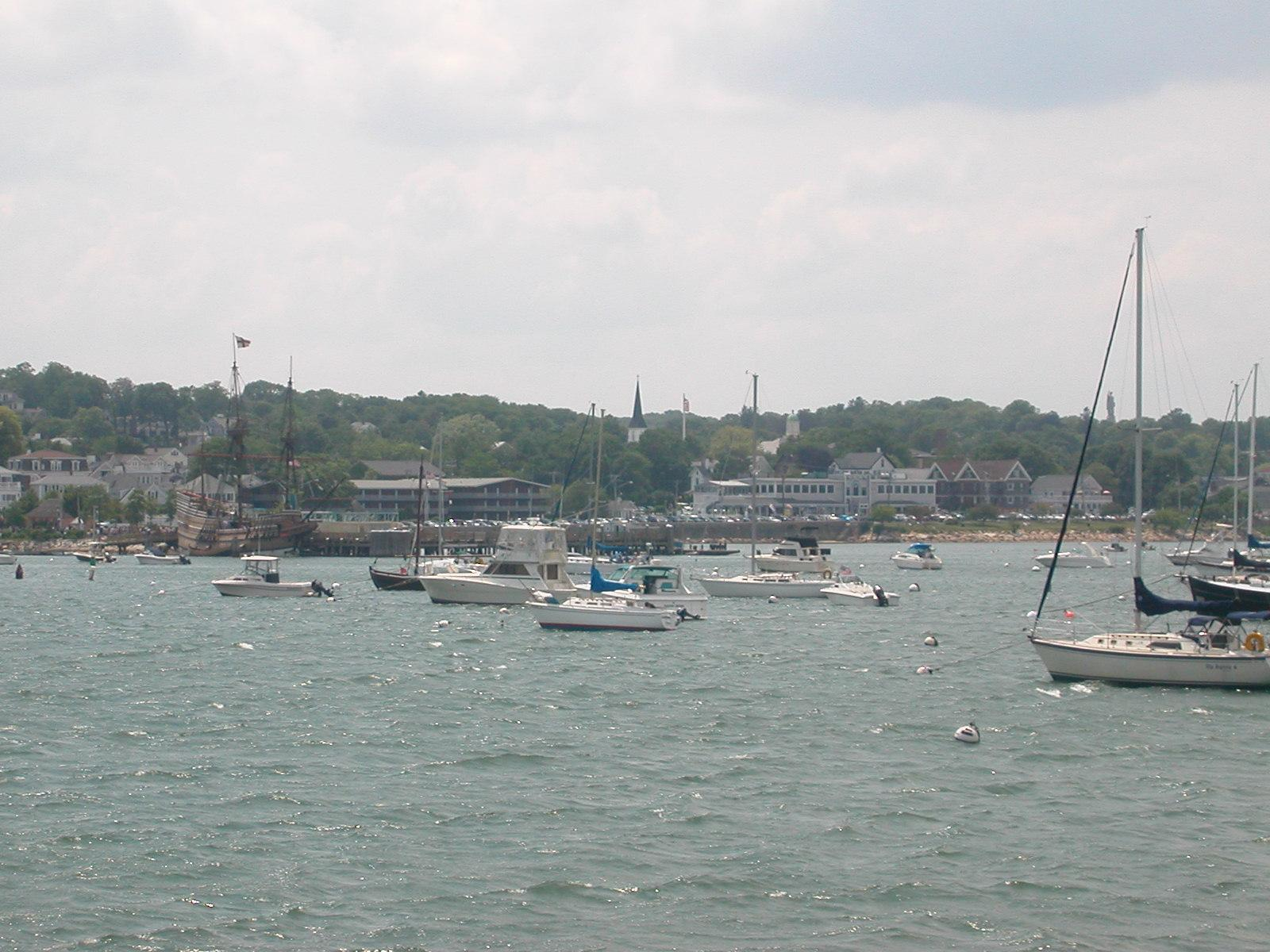
Plymouth Harbor i juni 2008.

Plymouth Harbor är en hamn i Plymouth, i South Shore-regionen i Massachusetts i USA. Den utgör del av Plymouth Bay. Historiskt sett har platsen varit viktig, eftersom Mayflower med pilgrimerna ombord, landsteg i området, och skapade en permanent bosättning.

### Fotnoter
1. ↑  ”Mayflower docks at Plymouth Harbor” (på engelska). This Day in History. http://www.history.com/this-day-in-history/mayflower-docks-at-plymouth-harbor. Läst 7 november 2015.